# مربی (بسکتبال)

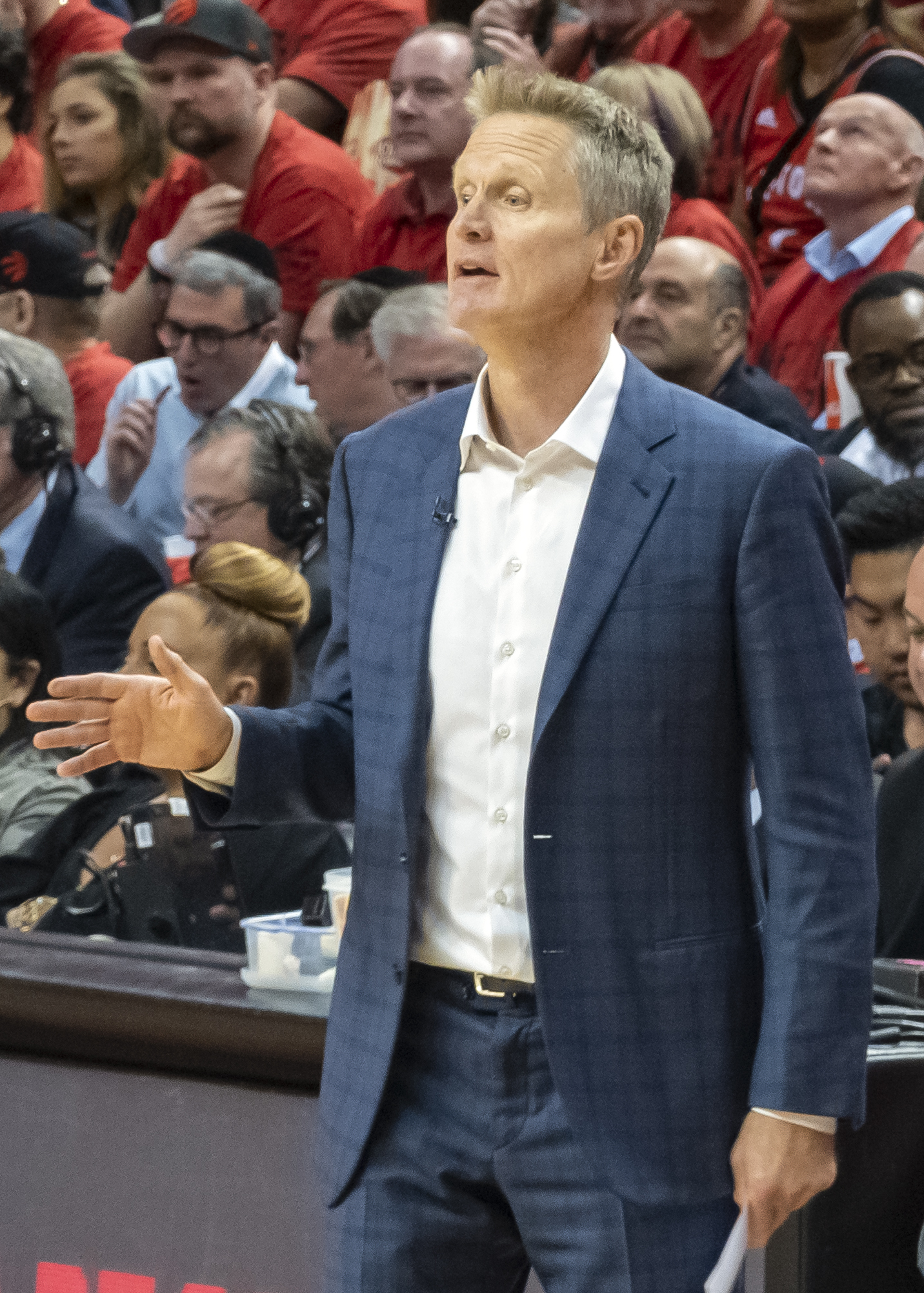
استیو کر از مربیان برجسته بسکتبال

مربیگری بسکتبال، نوعی هدایت و استراتژیک رفتار یک تیم بسکتبال یا یک بازیکن بسکتبال است. مربیگری بسکتبال معمولاً شامل بهبود مهارتهای تهاجمی و دفاعی فردی و تیمی و همچنین شرایط کلی جسمی است. مربیان همچنین وظیفه دارند تیم خود را با توسعه بازیکن، استراتژی و مدیریت در بازی بهبود بخشند. مربیان همچنین تیم خود را آموزش می‌دهند و به آنها الهام می‌دهند تا بهترین باشند.
مربیگری معمولاً توسط یک فرد انجام می‌شود که غالباً با کمک یک یا چند دستیار انجام می‌شود.

## ابزار مربیگری
یک بُریده‌دان یا رایانک، تخته سفید با طرح کلی زمین بسکتبال اغلب در اواسط بازی برای توصیف نمایش‌ها و ارائه مروری بر استراتژی تیم مقابل استفاده می‌شود. مربیان تیم‌های حریف را استراتژیک و پیشاهنگی می‌کنند و راه‌های غلبه بر آنها را به راحتی پیدا می‌کنند. در همان زمان، آنها برای شروع پنج بازیکن برتر از تیم شخصی خود غافل می‌شوند (فقط پنج بازیکن می‌توانند در یک زمان در زمین باشند). مربیان همچنین باید از بازیکنان جایگزین در طول بازی آگاهی داشته باشند تا تازه باشند.
از یک طراح مته برای ترسیم مته‌ها، نمایشنامه‌ها و اطلاعات استفاده می‌شود. مربیان همچنین از مدیران پرونده برای ذخیره کردن کلیه مطالب مربیگری در یک مکان و دسترسی از هرجایی استفاده می‌کنند. برنامه ریزان همچنین برای طراحی نقشه‌ها و استراتژی‌ها مورد استفاده قرار می‌گیرند.
مربی بسکتبال جان وودن هر روز صبح دو ساعت را با دستیاران می‌گذراند که یک دقیقه به دقیقه روی کارت‌های سه در پنج برنامه می‌گذارند. او هر سال کارت را برای تنظیم و پیشرفت نگه داشت. او با همیشه تمرینات شدیدتر از بازی بازیکنانش را با شرایط «ذهنی و عاطفی» آموزش می‌داد. بازیکنان سریعتر از آنچه یک بازی نیاز دارد اجرا می‌شوند تا بتوانند برای تسلط بر بازی آماده شوند.

## جوایز مربیگری
- جایزه مربی سال ان‌بی‌ای